# Rio Beleoaia
O Rio Beleoaia é um rio da Romênia afluente do Valea Dracului, localizado no distrito de Gorj.